# Buffalo Grove (Illinois)
Pour les articles homonymes, voir Buffalo Grove et Buffalo.
Buffalo Grove est un village situé dans les comtés de Cook et Lake en proche banlieue de Chicago dans l'État de l'Illinois aux États-Unis.